# Eudoxiu Hurmuzachi
Eudoxiu Hurmuzachi (1812-1874) fue un historiador rumano.

## Biografía
Nació el 28 de septiembre de 1812 en la localidad de Cernăuca, en Bucovina. Hermano de Nicolae, Constantin, Gheorghe y Alexandru Hurmuzachi, estudió en Viena, donde participó en el movimiento revolucionario de 1848. Al año siguiente, el gobierno austriaco le encargó la traducción al rumano de los códigos civil y penal y gracias a su intervención, se se habría debido, en opinión de Rosetti, gran parte la adquisición de cierta autonomía de Bucovina. Aprovechó su situación para investigar sobre la historia de los rumanos en los archivos de Viena. Los documentos recopilados los publicó después de su muerte la Academia Rumana con el título Documente relative la Istoria Românilor. También dejó unos Fragmente relative la Istoria Românilor. Falleció en 1874.